# نقرة ده (كياشهر)
نقرة ده (بالفارسية: نقره ده) هي قرية تقع في إيران في قسم کیاشهر الريفي. يقدر عدد سكانها بـ 1,046 نسمة .